# بيل بونسفورد
بيل بونسفورد (بالإنجليزية: Bill Ponsford)‏ (و. 1900 – 1991 م) هو لاعب كريكت، ولاعب كرة قاعدة أسترالي، ولد في ملبورن، توفي في Kyneton ‏، عن عمر يناهز 91 عاماً.

## جوائز
حصل على جوائز منها:
لاعب كريكت ويسدن للسنة ‏